# Azapetin
Az azapetin (INN: azapetine) periferiás értágító.
Adrenerg α1-, és gyenge α2-receptor antagonista. Gátolja a vérlemezkék összecsapzódását.
Napi adagja szájon át 75–225 mg.

## Készítmények
- Ilidar
- Peridil

Magyarországon nincs forgalomban.